# NCIS: Sydney
NCIS: Sydney é uma série de televisão australiana que foi lançado em 10 de novembro de 2023 na Paramount+ Austrália e está programado para estrear na Network 10 em meados de 2024. A série é o primeiro spin-off internacional da franquia NCIS e apresenta recursos locais e atores e produtores australianos.
Em 21 de fevereiro de 2025, a série foi renovada para uma terceira temporada. 

## Premissa
NCIS: Sydney é um spin-off da série NCIS e de sua franquia, e segue uma equipe fictícia de Agentes Especiais do Serviço de Investigação Criminal Naval investigando crimes. A série é situada em Sydney, Austrália e segue uma força tarefa formada por Agentes do NCIS e Oficiais da Polícia Federal Australiana (AFP) trabalhando juntos em investigações envolvendo militares e pessoas da Marinha estadunidense. 
Embora a série se localize em Sydney, o escritório de campo do NCIS mais próximo na Austrália na vida real está localizado em Perth, que fica a 3.290 km de distância.

## Elenco
- Olivia Swann como Michelle Mackey, Agente Especial Encarregada do NCIS
- Todd Lasance como Jim "JD" Dempsey, Policial da AFP e segundo em comando
- Sean Sagar como DeShawn Jackson, Agente Especial do NCIS
- Tuuli Narkle como Constable Evie Cooper, Oficial de Ligação da AFP
- Mavournee Hazel como Bluebird "Blue" Gleeson, Cientista forense da AFP
- William McInnes como Roy "Rosie" Penrose, Patologista forense da AFP

## Produção

### Desenvolvimento
Em fevereiro de 2022, a Paramount+ anunciou que havia encomendado uma série da franquia NCIS para ser filmada em Sydney, Austrália. A série vai estrear na Paramount+ e Network 10 na Austrália em 2023. O Produtor de NCIS: Los Angeles Shane Brennan foi incorporado ao projeto.
A série foi criada por Morgan O'Neill, tendo como Produtores Executivos O'Neill, Sara Richardson e Sue Seeary e produzida por Michele Bennett. As filmagens foram iniciadas em Maio de 2023.